# Rekście Wielkie
Rekście Wielkie (biał. Вялікія Рэксці, Wialikija Reksci; ros. Великие Рексти, Wielikije Reksti) – wieś na Białorusi, w obwodzie grodzieńskim, w rejonie lidzkim, w sielsowiecie Krupa.
Współcześnie w skład miejscowości wchodzą także trzy dawne folwarki Rekście II, Rekście III oraz Nadzieja. Dawny folwark Rekście I oraz okolica szlachecka Rekście Małe wchodzą obecnie w skład wsi Szawdziuki.

## Historia
W XIX i w początkach XX w. położone były w Rosji, w guberni wileńskiej, w powiecie lidzkim, w gminie Żyrmuny.
W dwudziestoleciu międzywojennym leżały w Polsce, w województwie nowogródzkim, w powiecie lidzkim, w gminie Żyrmuny. Demografia w 1921 przedstawiała się następująco:
- wieś Rekście Wielkie – 75 mieszkańców, zamieszkałych w 16 budynkach
- folwark Rekście II – 15 mieszkańców, zamieszkałych w 2 budynkach
- folwark Rekście III – 16 mieszkańców, zamieszkałych w 2 budynkach
- folwark Nadzieja – 20 mieszkańców, zamieszkałych w 1 budynku

Mieszkańcami wszystkich czterech miejscowości byli wyłącznie Polacy. W większości byli oni wyznania rzymskokatolickiego, z wyjątkiem 2 prawosławnych mieszkańców Rekści Wielkich.
Po II wojnie światowej w granicach Związku Sowieckiego. Od 1991 w niepodległej Białorusi.